# Namibija
Namíbija (uradno Repúblika Namíbija) je južnoafriška država, ki leži ob obali Atlantskega oceana. Na severu meji na Angolo in Zambijo, na vzhodu na Bocvano in na jugu na Republiko Južno Afriko. Neodvisna je postala leta 1990, glavno mesto je Windhoek (nemško Windhuk). Namibija ima 3,1 milijona prebivalcev in je zaradi velike puščave Namib ena najredkeje poseljenih držav na svetu.
Sušna ozemlja današnje Namibije so že zelo zgodaj naselila ljudstva Sani, Damari in Nami, od približno 14. stoletja pa so se s severa priseljevali Bantujci. Večina ozemlja je leta 1884 postala protektorat Nemškega cesarstva in ostala nemška kolonija do konca prve svetovne vojne oziroma leta 1920, ko ga je Društvo narodov dodelilo Združenemu kraljestvu oz. Južnoafriški uniji, ki je uvedla svoje zakone in leta 1948 politiko apartheida. Zaliv kitov in Pingvinski otoki so bili priključeni Kapski koloniji pod britansko krono leta 1878 in vključeni v Južnoafriško unijo ob njeni ustanovitvi leta 1910. V drugi polovici 20. stoletja so zaradi vrste vstaj in zahtev po političnem predstavništvu Združeni narodi prevzeli neposredno skrbništvo nad ozemljem. Leta 1973 je bila kot uradna predstavnica namibijskih ljudi priznana Organizacija ljudstev jugozahodne Afrike (South West Africa People's Organisation, SWAPO). Namibija je ostala pod južnoafriško upravo kot del jugozahodne Afrike. Po notranjem nasilju je Južna Afrika leta 1985 v Namibiji uvedla začasno upravo. Namibija je postala neodvisna leta 1990, razen Zaliva kitov in Pingvinskih otokov, ki so ostali pod južnoafriškim nadzorom do leta 1994.
Namibija ima večstrankarsko parlamentarno demokracijo. Poljedelstvo, ekstenzivna živinoreja, turizem in rudarska industrija s pridobivanjem draguljarskih diamantov, urana, zlata, srebra ter drugih kovin so osnova namibijskega gospodarstva. Zdaj je politično, gospodarsko in socialno trdna država, članica Združenih narodov (ZN), Južnoafriške razvojne skupnosti (SADC), Afriške unije (AU) ter Skupnosti narodov.

## Zgodovina
Ime države izhaja iz imena za puščavo Namib, ki je najstarejša na svetu. Pred neodvisnostjo leta 1990 je bilo območje znano najprej kot Nemška Jugozahodna Afrika (Deutsch-Südwestafrika), nato kot Jugozahodna Afrika, kolonizirali so ga Nemci in Južnoafričani (natančneje, območje je pripadalo britanski kroni kot dominij Južne Afrike v britanskem imperiju).

### Predkolonialno obdobje
Sušna zemljišča v Namibiji so bila več tisoč let naseljena z lovsko-nabiralniškimi ljudstvi Sani in Damari. Od 15. stoletja dalje se je z juga razširilo kojkojsko ljudstvo Nami, od 16. stoletja so se od severa razširili živinorejski Hereri in bantujske skupine. Z vzhoda so v tem času prišli poljedelsko-živinorejski Ovambi in Okavangi, vsi pa počasi izrinili Sane v sušne predele Namiba in Kalaharija.
Portugalski pomorščaki so državo prvič odkrili v 15. stoletju (1486), vendar pa je bila kolonizacija zaradi neprijaznih razmer dolgo časa omejena na obalna območja. Šele leta 1670 so iz Kapske kolonije prišli trgovci z živino in slonovino, v 19. stoletju pa misijonarji.
Od poznega 18. stoletja dalje so plemena Orlamov iz Kapske kolonije prečkala reko Oranje in se preselila na območje, ki je danes del južne Namibije.  Njihova srečanja z nomadskimi plemeni Namov so bila večinoma mirna. Misijonarji, ki so spremljali Orlame, so jih dobro sprejeli, pravico do uporabe vodnih zajetij in paše so dobili z letnim plačilom. Na poti naprej proti severu pa so Orlami pri Windhoeku, Gobabisu in Okahandji naleteli na plemena Hererov, ki so bila manj prilagodljiva. Leta 1880 je izbruhnila namsko-hererska vojna in sovražnosti so prenehale šele, ko je cesarska Nemčija razporedila vojake na spornih krajih in utrdila stanje med Nami, Orlami in Hereri. 
Prva Evropejca, ki sta se izkrcala in raziskala to območje, sta bila portugalska pomorščaka Diogo Cão leta 1485 in Bartolomeu Dias leta 1486, vendar ga Portugalci niso kolonizirali. Kot večino območja južno od Sahare so tudi Namibijo temeljito raziskali Evropejci do 19. stoletja, ko so sem prišli trgovci in naseljenci predvsem iz Nemčije in Švedske. V poznem 19. stoletju so območje prečkali dorslandski pohodniki na poti od Transvaala do Angole. Dorslandski pohodniki so bili Buri, naseljenci iz Južne Afrike, ki so proti koncu 19. stoletja in v prvih letih 20. stoletja iskali politično neodvisnost in boljše življenjske razmere. Nekateri od njih so se naselili v Namibiji in niso nadaljevali poti.

### Nemška vladavina
Velika Britanija oziroma William Coates Palgrave, britanski guverner v Cape Townu, je 12. 3. 1878 razglasil naravno pristanišče z globoko vodo Zaliv kitov kot protektorat (od leta 1884 del Kapske kolonije).
Nemški trgovec Adolf Lüderitz je 9. aprila 1883 od poglavarja odkupil območje današnjega Lüderitza in nastala je prva naselbina nemških priseljencev. Namibija je leta 1884, da bi preprečili britanski poseg, postala nemška kolonija in bila znana kot protektorat Nemška Jugozahodna Afrika (Deutsch-Südwestafrika). Nemška vojska je v nadaljevanju zavzela večji del današnje Namibije.
Od leta 1904 do 1907 so se Hereri in Nami borili proti Nemcem. Zgodil se je »prvi genocid 20. stoletja«. Sistematično je bilo pobitih 10.000 Namov (polovica prebivalstva) in približno 65.000 Hererov (približno 80 % prebivalstva). Preživeli, ko so jih končno izpustili iz pripora, so bili razlaščeni, izgnani, prisilno preseljeni, morali so prisilno delati, rasno zapostavljeni in razlikovani, kar je spominjalo na apartheid. Odkritje diamantov leta 1908 je privabilo številne evropske priseljence, ki so si prilastili večino obdelovalne zemlje in pregnali domače prebivalstvo v rezervate.
Večina Afričanov je bila omejena na tako imenovana avtohtona ozemlja, ki so se pozneje pod južnoafriško oblastjo po letu 1949 spremenila v rezervat (bantustan). Dejansko so nekateri zgodovinarji sklepali, da je bil nemški genocid v Namibiji model, ki so ga nacisti uporabljali za holokavst. Spomin na genocid je še vedno del etnične identitete v samostojni Namibiji in vpliva na odnose z Nemčijo. Nemška vlada se je leta 2004 uradno opravičila za namibijski genocid.

### Južnoafriška vladavina
Po porazu Nemčije v prvi svetovni vojni je južnoafriška vojska 9. junija 1915 zavzela vse ozemlje Jugozahodne Afrike, ki je postalo mandatno ozemlje Društva narodov pod upravo Južnoafriške unije. Čeprav je južnoafriška vlada želela Jugozahodno Afriko priključiti svojemu ozemlju, ni tega nikoli uradno storila, čeprav jo je imela za »peto provinco«. Bela manjšina Jugozahodne Afrike je imela svoje predstavnike v belem parlamentu Južne Afrike in v zakonodajni skupščini tudi svojo izvoljeno lokalno upravo. Vlada Južne Afrike je imenovala tudi skrbnika, ki je imel široka pooblastila. Po zamenjavi Društva narodov z Združenimi narodi (ZN) leta 1946 je Južna Afrika zavrnila predajo svojega mandata, ki je bil nadomeščen s skrbniško pogodbo Združenih narodov, ki so zahtevali tesnejše mednarodno spremljanje upravljanja ozemlja in načrt za neodvisnost Namibije. Svet Hererov je v 1950-ih predložil številne peticije ZN in jih pozival k podelitvi neodvisnosti Namibiji. V 1960-ih, ko so evropske sile dodeljevale neodvisnost svojim kolonijam v Afriki, je bila Južna Afrika opozorjena, da mora to storiti v Namibiji. Leta 1966 je Meddržavno sodišče zavrnilo pritožbo Etiopije in Liberije glede nadaljevanja prisotnosti Južne Afrike na tem ozemlju, a je Generalna skupščina OZN 27. oktobra 1966 Južni Afriki odvzela mandat in Namibijo postavila pod neposredno upravo OZN. Meddržavno sodišče je leta 1971 izdalo »svetovalno mnenje« o nezakonitosti nadaljnjega južnoafriškega upravljanja. 
V odgovoru na odločitev Meddržavnega sodišča iz leta 1966 so črnski prebivalci Namibije ustanovili Organizacijo narodov Jugozahodne Afrike (SWAPO – South West Africa People’s Organisation), ljudsko osvobodilno vojsko Namibije, ki je leta 1963 začela svoj gverilski oboroženi boj za neodvisnost, vendar se je Južna Afrika šele leta 1988 umaknila iz Namibije v skladu z mirovnim načrtom ZN za celotno regijo. V obdobju južnoafriške zasedbe Namibije so beli veleposestniki, večina so bili priseljenci iz Južne Afrike, ki so predstavljali 0,2 % prebivalstva, imeli v lasti 74 % orne zemlje. Zunaj srednjega in južnega območja Namibije (policijsko območje, ki je v nemškem obdobju vključevalo glavna mesta, industrijo, rudnike in najboljša obdelovalna zemljišča), je bila država razdeljena na rezervate (homeland), različico južnoafriškega bantustana, čeprav je bilo le nekaj dejansko priznanih, saj avtohtoni Namibijci pogosto niso sodelovali.
Južna Afrika je leta 1975 opustila politiko priključevanja Namibije in ji je bila pripravljena priznati nekakšno avtonomijo. Leta 1976 je bila v Windhoeku turnhallska konferenca večinoma z belci, ki naj bi pripravila vse potrebno za osamosvojitev, a tega OZN ni sprejela, saj je priznavala le SWAPO. Leta 1978 je Varnostni svet OZN sprejel resolucijo ZN 435, ki je predvidela neodvisnost Namibije. Poskusi, da bi prepričali Južno Afriko, da se dogovorijo za izvedbo načrta do leta 1988, niso bili uspešni, ko se je prehod v samostojnost končno začel z diplomatskim sporazumom med Južno Afriko, Angolo in Kubo, z ZSSR in ZDA kot opazovalcema, v skladu s katerim je Južna Afrika umaknila in demobilizirala svoje sile v Namibiji. Kuba je poslala svoje enote nazaj na jug Angole in podprla MPLA v vojni za nadzor Angole z Narodno zvezo za popolno osamosvojitev Angole, UNITA (National Union for the Total Independence of Angola).
OZN je 16. februarja 1989 napotil v Namibijo kombinirane civilne in mirovne sile UNTAG (United Nations Transition Assistance Group) pod vodstvom finskega diplomata Marttija Ahtisaarija od aprila 1989 do marca 1990 za spremljanje mirovnega procesa, volitve in nadzor nad vojaškim umikom. Ko je UNTAG začel uvajati mirovnike, vojaške opazovalce, policiste in politične delavce, so se sovražnosti na kratko obnovile. Po novem krogu pogajanj je bil določen drug datum in postopek volitev se je zares začel. Po vrnitvi izgnancev SWAPO (več kot 46.000 izgnancev) je Namibija prvič izvedla volitve, ena oseba en glas, za ustavodajno skupščino, ki so bile novembra 1989 pod uradnim volilnim sloganom »svobodne in poštene volitve«. Volitve je dobil SWAPO, čeprav ni dobil dvetretjinske večine; južnoafriška Demokratična zveza Turnhalle (Democratic Turnhalle Alliance – DTA) je postala uradna opozicija. Volitve so bile mirne in razglašene kot svobodne in poštene.
Namibijska ustava, sprejeta 9. februarja 1990, je vključevala varstvo človekovih pravic, nadomestila za razlastitev, neodvisno sodstvo in izvršilnega predsednika (ustavodajna skupščina je postala državni zbor). Država je uradno postala neodvisna 21. marca 1990. Sam Nujoma (1929-2025), voditelj SWAPO, je zaprisegel kot prvi predsednik Namibije v prisotnosti Nelsona Mandele, ki je bil izpuščen iz zapora mesec pred tem, in predstavnikov iz 147 držav, tudi 20 voditeljev držav. Zaliv kitov (Walvis Bay) je bil predan Namibiji 1. marca 1994 po koncu apartheida v Južni Afriki.

### Po osamosvojitvi
Po osamosvojitvi je Namibija uspešno končala prehod iz vladavine bele manjšine v parlamentarno demokracijo. Uvedena je bila večstrankarska demokracija z lokalnimi, regionalnimi in nacionalnimi volitvami, ki redno potekajo. Registriranih je več političnih strank, ki so zastopane v državnem zboru, čeprav je stranka SWAPO zmagala na vseh volitvah po razglasitvi neodvisnosti. Prehod s 15-letne vladavine predsednika Sama Nujoma na naslednika Hifikepunyeja Lucasa Pohambe leta 2005 je potekal gladko. 
Namibijska vlada je spodbujala politiko narodne sprave in izdala amnestijo za tiste, ki so se med osvobodilno vojno borili na obeh straneh. Državljanska vojna v Angoli je nekoliko vplivala na Namibijce, ki živijo na severu države. Leta 1998 so bile Namibijske obrambne sile (NDF) poslane v Demokratično republiko Kongo v okviru kontingenta Južnoafriške razvojne skupnosti (SADC).
Leta 1999 je bil uspešno zatrt poskus odcepitve v severovzhodnem Caprivijevem pasu. Oborožen spopad z namibijsko vlado je sprožila caprivijska osvobodilna vojska (CLA), uporniška skupina, ki je hotela odcepitev Caprivijevega pasu pod vodstvom Mishakeja Muyonga.

## Geografija
Z 825.615 km² je Namibija 34. največja država na svetu (za Venezuelo). Leži predvsem med 17. in 29. stopinjo južne zemljepisne širine (majhno območje severno od 17. stopinje) in na 11. in 26. stopinji vzhodne zemljepisne dolžine.
Ker leži med puščavama Namib in Kalahari, je država z najmanj padavinami južno od Sahare. 
Namibijsko pokrajino sestavlja pet glavnih geografskih območij, vsaka z značilnimi okoljskimi razmerami in rastlinstvom, ki se nekoliko razlikuje med območji: osrednja planota, puščava Namib, proti notranjosti se površje strmo dvigne v Veliki rob (angl. Great Escarpment), onstran katerega so obsežni ravniki (bushveld) na 1400–1800 metrov nadmorske višine, in puščava Kalahari.

### Osrednja planota
Osrednja planota se razteza od severa proti jugu. Na severozahodu meji na Obalo okostij, na jugovzhodu na puščavo Namib in priobalno hribovje, na jugu na reko Oranje, na vzhodu pa na puščavo Kalahari. Na planoti je najvišji namibijski vrh Königstein (Kraljevi kamen) z 2.606 metrov nadmorske višine. Na območju široke in ravne planote prebiva večina ljudi, zato je tu največ infrastrukture in največ gospodarskih dejavnosti. Tu stoji tudi Windhoek, glavno mesto države, pa tudi največ plodne zemlje. Čeprav obdelovalna zemlja obsega le 1 % namibijske površine, se skoraj polovica prebivalstva ukvarja s kmetijstvom.
Abiotske razmere so podobne kot v regiji Veliki rob, vendar je površje manj razčlenjeno. Povprečne poletne temperature so 40 °C, pozimi pa so pogoste zmrzali.

### Puščava Namib
Puščava Namib (namib v jeziku domačinov pomeni praznina) je ozemlje prostrane množice peščenih sipin, ki se raztezajo vzdolž celotne atlantske obale, od 100 do več sto kilometrov v širino. Območja v puščavi vključujejo Obalo okostij in Kaokoveld na severu ter obsežno Namibsko peščeno morje ob osrednji obali. Pesek, ki sestavlja peščeno morje, je posledica erozijskih procesov v dolini reke Oranje (v Južnoafriški Republiki) in južnejših območjih. Vodotoki, ki s seboj nosijo ogromne količine peska, ga odložijo ob ustjih Atlantskega oceana, obalni tokovi pa ga raznesejo dalje. Prevladujoči jugozahodni vetrovi zatem pesek dvignejo in ga raztrosijo v obliki orjaških sipin, ki so med največjimi na svetu. Na območjih, na katerih so zaradi rečnih strug peščene sipine zamejene, vetrovi odkrijejo pesek, tako da nastajajo večja kamnita območja. V puščavi Namib je zelo malo življenja. Ponekod uspevajo lišaji, v suhih rečnih strugah pa rastejo posamične rastline, katerih korenine lahko dosežejo podzemno vodo.

### Veliki rob
Veliki rob se strmo dvigne na več kot 2000 metrov. Povprečne temperature in temperaturna območja se povečajo, ko se premikamo v notranjost proč od hladnega Atlantskega oceana, medtem ko so obstojne obalne meglice vedno redkejše. Čeprav je območje kamnito s slabo razvitimi tlemi, je bistveno plodnejše kot puščava Namib, ker so poletni vetrovi prisiljeni izločiti vlago v obliki padavin.

### Obsežni ravniki
Obsežni ravniki (bushveld) in za njimi osamljena gorovja (Brandberg, najvišji vrh 2606 m) so v severovzhodni Namibiji ob meji z Angolo in v Caprivijevem pasu. Območje dobi bistveno več padavin kot preostanek države, v povprečju okoli 400 mm na leto. Območje je na splošno ravno, tla so peščena, kar omejuje njihovo sposobnost zadrževanja vode. 

### Puščava Kalahari
Puščava Kalahari, sušna regija, ki sega v Republiko Južno Afriko in Bocvano, je ena najbolj znanih geografskih regij v državi. Ima tudi nekaj zelenih delov in v resnici ni le puščavsko območje. Karoo je dom več kot 5000 vrst rastlin, skoraj polovica je endemičnih; tu raste približno 10 odstotkov vseh sukulent. Razlog je verjetno sorazmerno dovolj padavin.

### Namibijska obalna puščava
Namibijska obalna puščava je ena najstarejših puščav na svetu. Njene peščene sipine, ki so jih ustvarili močni kopenski vetrovi, so najvišje na svetu.  Obala leži ob Atlantskem oceanu, kjer hladna voda doseže Afriko, zato je v bližini obale pogosto zelo gosta megla. Zato so sipine poraščene s posebno gostim prepredenim rastlinstvom (angl.: hammocks). Namibija ima bogate obalne in morske vire, ki so še vedno precej neraziskani. 

### Caprivijev pas
Caprivijev pas (angl.: Caprivi Strip, v nemščini: Caprivi Zipfel), ožina Okavango , prej znan kot 'Itenge, je ozka izboklina Namibije vzhodno od regije Kavango, ki sega med Bocvano na jugu ter Angolo in Zambijo na severu v dolžini okoli 450 km. Caprivi omejujejo reke Okavango, Kwando, Chobe in Zambezi. Največje naselje je mesto Katima Mulilo. Od 1994 do 1999 je bila tu državljanska vojna. Ožina je upravno razdeljena na vzhodno regijo Zambezi in Zahodni Kavango.

### Geologija
Območje današnje Namibije je eno najstarejših delov zemeljske skorje. Že dolgo pred celino Gondvana sta pred več kot dvema milijardama let nastali današnji afriški kontinentalni polici (šelf): kratona Kongo in Kalahari. Slednji vključuje velik del današnje Namibije. Kraton je star in čvrst del kontinentalne skorje, ki je z različnimi tektonskimi procesi preživel nastajanje in razbijanje celin in celine vsaj 500 milijonov let.
Pred približno 150 milijoni let je celina začela počasi razpadati na danes znane celine. Milijoni let različnih vremenskih razmer v jugozahodni Afriki so pomenili, da so mnoge geološke strukture, procesi in pojavi zelo dobro ohranjeni. To je Namib, ki je najstarejša puščava na svetu. Na tektonsko dvignjenem zahodnem robu Kalaharijske kotline so na površju stare kristalinske kamnine Afriškega ščita, te pa v severnem in južnem delu prekrivajo paleozojski peščenjak in apnenec. Na severnem delu višavja v pokrajini Ovamboland je Etoška kotanja, v srednjem delu je pokrajina Damaraland s številnimi osamelci iz granita in gnajsa. Sušni Namaland na skrajnem jugu čez reko Oranje prehaja v srednji in visoki veld, že v JAR. Na vzhodu stare kamnine potonejo pod mezozojske in terciarne usedline kotline Kalahari, površje se uravna, višji so le posamezni osamelci in hribovja starejših kamnin.
- Naravni rezervat NamibRand
- Okavango pri Rundu
- Kolovoz blizu Omaruruja
- Puščava Namib

### Podnebje
Na severu v notranjosti je podnebje savansko, drugje suho tropsko.
Namibija se razteza od 17. do 25. stopinje južno: podnebno je to subtropski pas visokega tlaka, ima polvlažno podnebje (dežja je nad 500 mm), polsušno (med 300 in 500 mm padavin, večina suhega Kalaharija) in sušno podnebje (od 150 do 300 mm) (tri regije v notranjosti, zahodno od Velikega roba). Zelo sušna obalna planota prejme manj kot 100 mm padavin na leto.
Zima (junij–avgust) je običajno suha, majhna deževna obdobja so med septembrom in novembrom, večja od februarja do aprila. Padavine so zelo spremenljive, suše so pogoste. Zadnje slabo deževno obdobje s padavinami daleč pod povprečnimi je bilo poleti 2006/07. 
Zaradi hladnega Benguelskega toka v Atlantskem oceanu je ob obali puščavsko podnebje z zelo malo padavinami (50 mm letno ali manj), pogosto z gosto meglo in na splošno nižjimi temperaturami kot v preostalem delu države pozimi. Občasno pihata gornik (bergwind ali oosweer, afrikansko pomeni vzhodno vreme) in vroč suh veter iz notranjosti proti obali. Ti vetrovi se lahko razvijejo v peščene viharje z nanosom peska v Atlantski ocean, kar je vidno na satelitskih posnetkih.
Osrednja planota in Kalahari imata temperature do 30 °C.
Efundja, letna poplava v severnih delih države, pogosto ne povzroča samo škode na infrastrukturi, ampak zahteva tudi življenja. Deževje, ki povzroča poplave, nastane v Angoli in se steka v Namibijo v Kuvelajsko kotlino in napolni ošane (ošivambsko poplavne planote). Najhujše poplave so bile marca 2011, ko se je moralo izseliti 21.000 ljudi.

### Vodni viri
Namibija je suha država v podsaharski Afriki in v glavnem odvisna od podtalnice. Edine stalne reke so ob državni meji z Južno Afriko, Angolo, Zambijo in na kratko ob meji z Bocvano, v Capriviju. V notranjosti države je površinska voda na voljo samo v poletnih mesecih, ko se reke napolnijo po obsežnejših padavinah. V nasprotnem primeru so površinske vode omejene na nekaj velikih zajezitev. Ljudje, ki ne živijo v bližini stalnih rek ali uporabljajo vodo iz zajezitev, so odvisni od podzemne vode. Kljub precejšnjim vlaganjem v vrtine, gradnjo ter črpanje in vzdrževanje so podzemne vode običajno najbolj ekonomičen način za oskrbo z vodo. Prednost uporabe virov podzemne vode je, da se celo izolirane skupnosti in tiste gospodarske dejavnosti, ki so daleč od dobrih površinskih vodnih virov, kot so rudarstvo, kmetijstvo in turizem, lahko napajajo iz podtalnice. Od te je odvisnih skoraj 80 % države. 
V Namibiji je bilo v zadnjem stoletju izvrtanih več kot 100.000 vrtin. Tretjina je bila suhih, zato so potrebne boljše in bolj trajnostne metode za raziskovanje podzemnih voda. 

### Tla in rastje
Namibija ima večinoma kamnita ali peščena tla, na severu savanska. Puščava Namib je na severu večinoma kamnita, na jugu je širši pas peščene puščave. Severni deli višavja so visokorasla savana in redek savanski gozd, v osrednjih delih in na vzhodu je nizkotravna savana. Na jugu je polpuščava ali puščava. Gozd in grmičevje prekrivata 15 % površine, puščave je 38 %.

### Zaščita divjine
Namibija je ena redkih držav na svetu, ki posebej opredeljuje ohranjanje in varstvo naravnih virov v svoji ustavi. 95. člen navaja: »Država mora dejavno spodbujati blaginjo ljudi s sprejetjem mednarodne politike, katere namen je vzdrževanje ekosistemov, bistvenih ekoloških procesov, biološke raznovrstnosti Namibije in izkoriščanje živih naravnih virov na trajnostni podlagi v korist vseh Namibijcev, sedanjih in prihodnjih rodov.« 
Leta 1993 je nova vlada Namibije prejela sredstva Agencije Združenih držav za mednarodni razvoj (USAID) s projektom LIFE (projekt Življenje v omejenem okolju – Living in a Finite Environment Project). Ministrstvo za okolje in turizem s finančno pomočjo organizacij, kot so USAID, Sklad za ogroženo divjad ( Endangered Wildlife Trust, WWF) in kanadski veleposlaniški sklad, skupaj oblikujejo skupnosti, ki temeljijo na naravnem ravnanju z viri (Natural Resource management, CBNRM). Glavni cilj tega projekta je spodbujati trajnostno upravljanje naravnih virov, ki daje lokalnim skupnostim pravico do ravnanja s prostoživečimi živalmi in turizma. 

## Državna ureditev
Namibija je enotna polpredsedniška predstavniška demokratična republika. Predsednik Namibije je izvoljen za pet let in je lahko vnovič izvoljen samo enkrat. Hkrati je predsednik države in nosilec izvršilne oblasti, predsednik vlade ima predvsem upravne naloge. Kljub temu da je predsednik glava države in vlade, so vsi člani vlade posamezno in skupno odgovorni za zakonodajo.
Ustava Namibije zagotavlja delitev oblasti:
- izvršilna: predsednik in vlada,
- zakonodajna: ima dvodomni parlament, narodno skupščino kot spodnji dom in narodni svet kot zgornji dom,
- sodna: ima sistem sodišč, ki razlagajo in izvajajo zakon v imenu države.

Medtem ko je ustava predvidela večstrankarski sistem, je stranka SWAPO prevladovala od osamosvojitve leta 1990. 
Namibija vodi neodvisno zunanjo politiko, a vztraja pri povezavi z državami, ki so ji pomagale v boju za neodvisnost, kot je Kuba. Z majhno vojsko in krhkim gospodarstvom se namibijska vlada trudi za krepitev vezi v južnoafriški regiji. Kot dinamična članica Južnoafriške razvojne skupnosti se zavzema za večjo regionalno povezovanje. Namibija je postala 160. članica Združenih narodov 23. aprila 1990. Po neodvisnosti je postala petdeseta članica Skupnosti narodov. 

### Upravne enote
| 1. Zambezi 2. Erongo 3. Hardap 4. Karas 5. Vzhodni Kavango/Zahodni Kavango 6. Khomas 7. Kunene 8. Ohangvena | 9. Omaheke 10. Omusati 11. Ošana 12. Ošikoto 13. Otjozondjupa |

Namibija je razdeljena na 14 regij in na 121 volilnih enot. Upravno delitev Namibije pripravi komisija za razmejitev (Delimitation Commissions), nakar jo sprejme ali zavrne državni zbor. Zadnjo razdelitev je komisija pripravila leta 2013 pod predsedstvom sodnika Alfreda Siboleke.
Prebivalci volilnih enot volijo regionalne svetnike neposredno s tajnim glasovanjem (regionalne volitve).
Nosilci lokalne oblasti v Namibiji so lahko občine, mestne občine ali vasi.
| #  | Regija          | Glavno mesto  | 'Število prebivalcev (popis 2011) | Površina (km²) | Gostota oseb/km² |
| -- | --------------- | ------------- | --------------------------------- | -------------- | ---------------- |
| 1  | Zambezi         | Katima Mulilo | 90.596                            | 14.785         | 6,1              |
| 2  | Erongo          | Swakopmund    | 150.809                           | 63.539         | 2,4              |
| 3  | Hardap          | Mariental     | 79.507                            | 109.781        | 0,7              |
| 4  | Karas           | Keetmanshoop  | 77.421                            | 161.514        | 0,5              |
| 5  | Vzhodni Kavango | Rundu         | 115.447                           | 25.576         |                  |
| 6  | Zahodni Kavango | Nkurenkuru    | 107.905                           | 23.166         |                  |
| 7  | Khomas          | Windhoek      | 342.141                           | 36.964         | 9,2              |
| 8  | Kunene          | Opuwo         | 86.856                            | 115.260        | 0,8              |
| 9  | Ohangvena       | Enhana        | 245.446                           | 10.706         | 22               |
| 10 | Omaheke         | Gobabis       | 71.233                            | 84.981         | 0,8              |
| 11 | Omusati         | Outapi        | 243.166                           | 26.551         | 9,1              |
| 12 | Ošana           | Ošakati       | 176.674                           | 8.647          | 20               |
| 13 | Ošikoto         | Omuthija      | 181.973                           | 38.685         | 4,7              |
| 14 | Otjozondjupa    | Otjivarongo   | 143.903                           | 105.460        | 1,4              |

## Gospodarstvo
Namibijsko gospodarstvo je tesno povezano z južnoafriškim že zaradi skupne zgodovine. Najpomembnejše gospodarske panoge so rudarstvo (10,4 % bruto domačega proizvoda leta 2009), kmetijstvo (5,0 %), predelovalne dejavnosti (13,5 %) in turizem. 
Zelo je razvit bančni sektor s sodobno infrastrukturo, kot so spletno in mobilno bančništvo. Banka Namibije (BoN) je centralna banka, odgovorna za opravljanje vseh nalog, ki jih običajno opravljajo centralne banke. V Namibiji so štiri pooblaščene poslovne banke: Banka Windhoek, Prva narodna banka, Nedbanka in Standardna banka.
Po podatkih Namibijske statistične agencije za leto 2012 je bila stopnja brezposelnosti v državi 27,4 %. Stopnja stroge brezposelnosti (delež ljudi, ki aktivno iščejo delo s polnim delovnim časom) je znašala 20,2 % v letu 2000, 21,9 % v letu 2004 in v letu 2008 že 29,4 %. Vključujoč ljudi, ki so se odrekli iskanju zaposlitve, je že leta 2004 znašala 36,7 %. 
Leta 2004 je bil sprejet zakon, ki naj bi zaščitil ljudi pred zapostavljanjem na delovnih mestih zaradi nosečnosti in okuženostjo z virusom HIV/Aidsa. Na začetku leta 2010 je vladna razpisna komisija določila, da »mora biti 100 odstotkov vse nekvalificirane in polkvalificirane delovne sile brez izjeme iz Namibije«.
Leta 2013 je Bloomberg razglasil Namibijo za najboljše nastajajoče tržno gospodarstvo v Afriki in 13. najboljše na svetu. Samo štiri afriške države so na seznamu nastajajočih trgov po reviji Bloomberg marca 2013, Namibija je bila pred Marokom (19), Južno Afriko (15) in Zambijo (14). Revija Bloomberg Markets razvršča države po več merilih. Podatki so bili povzeti iz statistike finančnih trgov Bloomberga, napovedih IMF in Svetovne banke. Države so bile ocenjene tudi na področjih, ki so posebnega pomena za tuje vlagatelje: enostavnost poslovanja, zaznana stopnja korupcije in gospodarska svoboda. Da bi pritegnili tuje naložbe, vlada zmanjšuje birokracijo, ki je posledica čezmernih javnofinančnih predpisov in je ena od najmanj birokratskih krajev v regiji. Namibija je uvrščena tudi v višji srednji razred dohodka, po podatkih Svetovne banke pa je uvrščena na 87. mesto od 185 gospodarstev glede enostavnosti poslovanja.
Življenjski stroški v Namibiji so razmeroma visoki, saj je treba večino blaga, tudi žito, uvoziti. Poslovni monopol v nekaterih sektorjih povzroča višje dobičke in nadaljnji dvig cen. Glavno mesto Windhoek je 150. najdražje mesto na svetu za nedomačine, ki tu živijo.
Obdavčitev v Namibiji vključuje dohodnino, ki se uporablja za skupno obdavčljiv dohodek posameznika in je progresiven v vrsti dohodkovnih razredov. Davek na dodano vrednost se odmerja za večino blaga in storitev.
Kljub razsežnosti države ima Namibija morska pristanišča, letališča, ceste in železnice (ozkotirne). Država si prizadeva, da bi postala regionalno prometno vozlišče. Osrednja planota je prometni koridor od gosteje poseljenega severa do Južne Afrike, od koder prihaja štiri petine uvoza. 

### Kmetijstvo
Približno polovica prebivalstva je odvisna od kmetijstva (pretežno samooskrbno kmetijstvo) za preživetje, vendar mora Namibija še vedno uvoziti nekaj hrane. Čeprav je BDP na prebivalca petkrat višji od najrevnejših afriških držav, večina ljudi v Namibiji živi na podeželju. Namibija ima eno najvišjih stopenj dohodkovne neenakosti v svetu, deloma zato, ker je mestno gospodarstvo bogatejše. Čeprav obdelovalna zemljišča zasedajo le 1 % Namibije (820.000 ha njiv in trajnih nasadov) ter 38 milijonov ha pašnikov (46,1 %), je skoraj polovica prebivalstva zaposlena v kmetijstvu.
Približno 4000 pretežno belih kmetov ima v lasti skoraj polovico obdelovalnih površin oziroma tržno usmerjenih kmetij, 20.000 je manjših živinorejskih kmetij v nekdanjih rezervatih ter 120.000 samooskrbnih črnskih kmetij, ki imajo vsega 5 % obdelovalne zemlje. Vladi Nemčije in Velike Britanije sta financirali zemljiško reformo, s čimer se je začelo razlaščanje belih kmetov.
Dosežen je bil dogovor o privatizaciji nekaj podjetij v prihodnjih letih z upanjem, da bo to spodbudilo prepotrebne tuje naložbe. Eno izmed najhitreje rastočih področij gospodarstva v Namibiji so naravni rezervati. Še posebej pomembni so za podeželje, kjer vlada splošna brezposelnost.
Zelo pomembna je živinoreja, predvsem (govedoreja v osrednjih delih in gojenje karakulskih ovac in nojev). Suše in skromni vodni viri so velik problem na zemljiščih v lasti temnopoltih, pa tudi erozija zaradi pretirane paše. Tržno poljedelstvo je mogoče na severu okrog Tsumeba in ob namakalnem sistemu Hardap pri Marientalu na jugu. Prevladujejo koruza, proso, maniok in sladki krompir.
Ribištvo omogoča zelo bogat hladen Benguelski tok. Svoje ribolovno območje so razširili na 200 morskih milj in omejili ulov za tuje ladje. Ribe predelujejo v Walvis Bayu in Lüderitzu.

### Rudarstvo in energetika
S 25 % prihodkov je rudarstvo najpomembnejša panoga. Namibija je četrti največji izvoznik negorivnih mineralov v Afriki in četrti največji svetovni proizvajalec urana. Velika vlaganja v pridobivanje urana naj bi povzročila, da bo Namibija postala največja izvoznica urana. Usedline, bogate z diamanti, so glavni vir kakovostnih diamantov za draguljarstvo.  Medtem ko je Namibija znana predvsem po svojih draguljarskih diamantih in uranu, ima tudi gospodarsko pomembna nahajališča številnih drugih mineralov, kot so svinec, volfram, zlato, kositer, fluorit, mangan, marmor, baker in cink. V morju so nahajališča plina, katerih izkoriščanje je še v načrtu. Po knjigi o svetovnem trgu diamantov iz leta 1978 (The Diamond Investigation) De Beers, največje podjetje z diamanti, kupi večino namibijskih diamantov in bo s tem nadaljevalo, saj »ne glede na to, katera vlada pride na oblast, bo potrebovala ta prihodek za preživetje«.
Domača električna napetost je 220 V AC. Elektriko pridobivajo v glavnem v termolektrarnah in hidroelektrarnah. Nekonvencionalne metode pridobivanja električne energije imajo manjšo vlogo. Bogata nahajališča urana dajejo možnost namibijski vladi, da postavi svojo prvo jedrsko elektrarno do leta 2018, predviden je tudi program bogatenja urana.

### Turizem
Turizem je pomemben dejavnik (14,5 %) za namibijski BDP, ki ustvarja desettisoče delovnih mest (18,2 % vseh zaposlitev) neposredno ali posredno, državo pa obišče več kot milijon turistov letno. Država je glavni cilj v Afriki in je znana po ekološkem turizmu, saj ima ogromno divjih živali. 
Imajo veliko prenočitvenih zmogljivosti, prilagojenih ekoturistom. Tudi športni lov je rastoča panoga namibijskega gospodarstva, ki je predstavljala 14 % celotnega turizma v letu 2000 oz. prihodek 19,6 milijona ameriških dolarjev. Poleg tega so tu še deskanje, padalstvo in vožnja s štirikolesniki, v mestih je mnogo podjetij, ki ponujajo izlete. Najbolj obiskani kraji so Caprivijev pas, kanjon Ribje reke, Sossusvlei, obalni Park okostij, Sesriem, Etoška kotanja in obmorska mesta Swakopmund, Walvis Bay ter Lüderitz.

### Naravne in kulturne znamenitosti
- Windhoek je glavno mesto in gospodarsko središče države, ki leži sredi višavja. Vredno si je ogledati: Staro trdnjavo (1890–92: muzej), evangeličansko Kristusovo cerkev (1907–10), parlament (1912), telovadnico (Turnhalle, 1913) v kateri je bila turnhallska konferenca, državni muzej, spomenik herojem;
- Swakopmund je letovišče ob atlantski obali s stavbami iz nemškega kolonialnega obdobja (Hohenzollernova in Woermannova hiša), staro železniško postajo in Swakopmundskim muzejem;
- Obala okostij je narodni park, okoli 500 km dolg in 30–40 km širok pas ob obali Atlantskega oceana, od spodnjega toka reke Ugab na jugu do reke Kunene na angolski meji. Ob obali je več kot 400 ladijskih razbitin, na rtu Cape Cross pa je kolonija kapskih morskih medvedov;
- Narodni park Namib - Naukluft je v puščavi Namib, med Swakopmundom in Lüderitzem; peščena puščava z zlatordečimi sipinami (med njimi Sossusvlei, visoka 200 m), slanimi kotanjami in globokimi kanjoni v razčlenjenem Velikem robu (na primer kanjon Kuiseb);
- Narodni park Etoša je narodni park v pokrajini Ovamboland na severu Namibije z veliko slano kotanjo v osrednjem delu (Etoška kotanja) sredi savanskih prostranstev, bogat z živalstvom (veliki sesalci);
- slap Epupa je slikovit slap (visok 60 m) v soteski, v spodnjem toku reke Kunene;
- meteorit Hoba je 60 ton težak železonikljev meteorit na posestvu Hoba West zahodno od Grootfonteina;
- Khorixas je središče pokrajine Damaraland; v bližini je okameneli gozd z okoli 300 milijon let starimi okamenelimi drevesi;
- Twyfelfontein, eno največjih nahajališč skalnih petroglifov v Afriki in je od leta 2007 na Unescovem seznamu svetovne dediščine;
- Lüderitz je mesto oziroma pristanišče, zgrajeno v starem nemškem kolonialnem slogu, v bližini je opuščena naselbina iskalcev diamantov;
- slapovi Ruacana – vrsta slapov na 700 m široki reki Kunene, najvišji 70 m;
- kanjon Ribje reke je vrezan v polpuščavsko pokrajino; ob izviru vroče žveplene vode je zdravilišče Ai-Ais.

### Oskrba z vodo in odpadne vode
Namibija je edina država južno od Sahare, ki zagotavlja vodo z občinskimi službami. Edini dobavitelj vode v Namibiji je NamWater, ki jo prodaja posameznim občinam, ki pa uredijo svojo napeljavo. Na podeželju je za oskrbo s pitno vodo odgovoren Direktorat za podeželsko vodooskrbo pri Ministrstvu za kmetijstvo, vode in gozdarstvo.
ZN so v letu 2011 ocenili, da je Namibija od osamosvojitve leta 1990 bistveno izboljšala dostop do vode. Velik del prebivalstva pa ne more do nje zaradi nedopustno visokih stroškov porabe in dolgih razdalj med bivališči in viri vode. Zato mnogi Namibijci raje kopljejo tradicionalne vodnjake na bližnjih razpoložljivih vodnih točkah. 
V primerjavi s prizadevanjem za izboljšanje dostopa do varne vode Namibija zaostaja pri zagotavljanju primernih sanitarij. To vključuje 298 šol, ki nimajo toaletnih prostorov. Več kot 50 % smrti otrok je povezanih s pomanjkanjem vode, sanitarij ali higiene; 23 % pa zaradi diareje. 
Razen v stalnih gospodinjstvih zgornjega in srednjega razreda večina stanovanjskih območij nima sanitarij. Zasebne sanitarije s tekočo vodo so predrage za vse prebivalce manjših naselij zaradi porabe vode in stroškov namestitve. Zato se dostopnost sanitarij vse od osamosvojitve ni bistveno povečala: na podeželju Namibije je imelo 13 % prebivalstva osnovne sanitarije, v primerjavi z 8 % leta 1990. Veliko prebivalcev ima »leteča stranišča«, to je plastična vrečka za blato, ki se po uporabi vrže v grmovje.  Uporaba odprtih območij v bližini stanovanjskih zemljišč za iztrebljanje je zelo pogosta in je glavna nevarnost za zdravje ljudi.

## Unescova dediščina

### Twyfelfontein
V Twyfelfonteinu ali /Ui-//aesu je največ petroglifov – skalnih poslikav v Afriki, do zdaj so jih našli 5000. Večina ohranjenih podob predstavlja nosoroga. Je tudi šest naslikanih slonov, noja in žirafe, pa tudi risbe človeka in živalske stopinje v skali z motivi človeških figur v rdeči okri. Predmeti so bili odkriti v dveh delih in datirajo v pozno kameno dobo. Podobe kažejo obsežno in kakovostno evidenco obredov, ki se nanašajo na skupnost lovcev in nabiralcev v tem delu južne Afrike za vsaj med 6000 in 2000 leti pr. n. št. in zgovorno ponazarjajo povezave med obredom in gospodarsko dejavnostjo lovcev in nabiralcev. 

### Namibsko peščeno morje
Namibsko peščeno morje leži ob sušnih afriških obalah južnega Atlantika, ki ležijo v celoti v narodnem parku Namib - Naukluft v Namibiji. Zajema površino 3.077.700 hektarjev z dodatnimi 899.500 hektarji, določenimi kot varovalni pas.
Je edinstvena obalna puščava z raznovrstnimi velikimi spreminjajočimi se sipinami. To je izjemen primer slikovitosti, geomorfološke, ekološke in evolucijske posledice vetra, ki v stiku z geologijo in biologijo pospešuje nastanek sipin. Peščeno morje vključuje najbolj znane vrste sipin skupaj s pripadajočimi reliefnimi oblikami, kot so osamelci (osamljene gore), pedipleni in plaže, nastali z eolskimi sedimentacijskimi procesi. To je kraj izjemne naravne lepote, saj vremenske razmere zagotavljajo izredno prepoznavnost krajinskih značilnosti podnevi in bleščeče nebo južne poloble ponoči.
Za življenje v obalnih sipinah Namibskega peščenega morja, ovitih z meglo, so značilne za zelo redke vedenjske, morfološke in fiziološke prilagoditve, ki so se razvile v vseh njenih specializiranih skupnostih. Veliko je endemičnih rastlin in živali, ki so globalno pomembni zgledi evolucije in odpornosti življenja v skrajnih okoljih.

## Promet

### Železnica
Železniško omrežje države upravlja podjetje Trans Namib in še vedno ostaja v svoji osnovni strukturi iz nemške kolonialne dobe, ki je bila sprva namenjena predvsem vojaškim potrebam. 2626 km dolgo omrežje z razmikom tirov 1067 mm povezuje pomembna gospodarska središča v Namibiji. Gradnja novih prog in obnova obstoječih sta dodatno spodbujani, saj ima železniški promet pomembno vlogo zlasti pri prevozu blaga; potniški promet je skoraj nepomemben.

### Ceste
Namibijsko cestno omrežje je dobro razvito in povezuje vsa naseljena območja v državi. Dolgo je približno 45.000 kilometrov, od tega je približno 80 odstotkov makadamskih cest, predvsem z gramozno podlago, ki jo redno vzdržujejo z grederji. Asfaltirane so samo državne ceste, od tega nekatere glavne ceste in glavne mestne ceste (približno 6700 kilometrov). Najpomembnejše so vzdolžna cesta sever–jug (Lubango–Tsumeb–Windhoek–Keemannshoop–Cape Town, 2623 km) in dve cesti iz pristanišč v notranjost: čezcaprivijska cesta Swakopmund–Livingstone v Zambiji (1529 km) in marca 1998 končana čezkalaharijska cesta Walvis Bay–Maputo, 1560km). Z do 700 smrtnimi žrtvami letno je Namibija – glede na število prebivalcev – država z največ smrtnih žrtev na svetu.

### Letalski promet
Namibija je dobro vključena v regionalno mrežo letalskih poti in ima svojo letalsko družbo Air Namibia z direktnimi leti v Evropo. Mednarodni letališči sta v Windhoeku (mednarodno letališče Ozej Kutako), ki je približno 45 kilometrov vzhodno od mesta, in letališče Walvis Bay. Pristajalne steze imajo vsa večja mesta v Namibiji (9) in tudi veliko kmetij. V Namibiji so številne čarterske družbe. Flyafrica je drugi nacionalni letalski prevoznik že od konca 2014.

### Ladijski promet
Globokomorski pristanišči sta Walvis Bay in Lüderitz, ki pa ni dostopno za največje oceanske ladje. Tri druga pristanišča so v gradnji ali načrtovanju.

## Demografija
Namibija ima za Mongolijo drugo najnižjo gostoto prebivalstva na svetu. Večina namibijskega prebivalstva je bantujskega rodu, predvsem Ovambi, ki predstavljajo približno polovico prebivalstva. Prebivajo v glavnem v severnem delu države, čeprav mnogi zdaj živijo v mestih po vsej Namibiji. Druge etnične skupine so Hereri in Himbi, ki govorijo podoben jezik, in Damari, ki govorijo isti jezik kot Nami.
Poleg Bantujcev, ki so v večini, so velike skupine Kojsanov (kot Nami in Sani), ki so potomci prvotnih prebivalcev Južne Afrike. Država ima tudi nekaj potomcev beguncev iz Angole. Sta tudi dve manjši skupini ljudi mešanega rasnega izvora, ki se imenujejo » barvni« in »basterji«, skupaj jih je 8 %. V Namibiji je velika kitajska manjšina. 
Belcev (predvsem Afrikanerjev nemškega, britanskega in portugalskega izvora) je med 4 in 7 %. Čeprav njihov delež zaradi izseljevanja in manjše rodnosti pada, so še vedno druga največja skupina evropskih prednikov po deležu in dejanski številčnosti na območju pod Saharo (za Južnoafriško republiko). Večina namibijskih belcev in skoraj vse mešane rase govorijo afrikansko in imajo podoben izvor, kulturo in religijo kot belci in barvni v Južni Afriki. Manj belcev (okoli 30.000) ima svoje družinske korenine neposredno od nemških kolonialnih naseljencev, ti vzdržujejo nemške kulturne in izobraževalne ustanove. Skoraj vsi portugalski naseljenci so prišli v državo iz nekdanje portugalske kolonije Angole, po popisu iz leta 1960 je bilo v takratni jugozahodni Afriki 526.004 oseb skupaj s 73.464 belci (14 %).
V Namibiji je popis prebivalstva vsakih deset let. Po neodvisnosti je bil prvi popis prebivalstva leta 1991, nato leta 2001 in 2011. Podatke zbirajo tako, da se šteje vsaka oseba s stalnim prebivališčem v Namibiji, ne glede na to, kje je. Za namene popisa je država razdeljena na 4042 območij, ki se ne prekrivajo z volilnimi okrožji, da bi dobili zanesljive podatke za volilne namene.
Po popisu leta 2011 je imela Namibija 2.113.077 prebivalcev. Med letoma 2001 in 2011 je bila letna prirast prebivalstva 1,4 % v primerjavi z 2,6 % v preteklem desetletnem obdobju.

### Religija
Krščanska skupnost vključuje 80–90 % prebivalstva Namibije, najmanj 75 % je protestantov. 10–20 % prebivalstva ima prvobitna prepričanja. 
Misijonska dejavnost v 1800-ih je povzročila, da je veliko Namibijcev prevzelo krščanstvo. Medtem ko je večina namibijskih kristjanov protestantov, so prisotni tudi katoliki, metodisti, anglikanci, afriški škofovski metodisti, nizozemski reformisti in mormoni (Cerkev Jezusa Kristusa svetnikov poslednjih dni).
Judovska skupnost ima okoli 100 članov. 

### Jezik
Do leta 1990 so bili uradni jeziki angleščina, nemščina in afrikanščina. Pred neodvisnostjo Namibije je SWAPO menil, da bi morala država postati uradno enojezična v nasprotju s sosednjo Južno Afriko, ki je vsem 11 največjim jezikom podelila uradni status. Zato je SWAPO določil angleščino za uradni jezik Namibije, čeprav jo je le približno 3 % prebivalstva govorilo kot materni jezik. Angleščina se uporablja v javni upravi, izobraževanju in radiodifuziji. Nekateri drugi jeziki so poluradni in so dovoljeni za poučevanje v osnovnih šolah. Pričakuje se, da je v zasebnih šolah tako kot v državnih angleščina obvezen predmet. Tako kot v drugih pokolonialnih afriških družbah sta enojezični pouk in politika povzročila velik osip in pomanjkljivo znanje drugih jezikov.
Po popisu leta 2011 so najpogostejši jeziki ošivambski (govorijo ga v 49 % gospodinjstev), namski/damarski (11,3 %), afrikanski (10,4 %), kavanški (9 %) in otjihererski (9 %). Najpogostejši pogovorni jezik je afrikanski. Afrikanščina in angleščina se uporabljata predvsem kot drugi jezik pri javnih stikih.
Večina belega prebivalstva govori nemščino ali afrikanščino. Tudi danes, več kot sto let po koncu nemške kolonialne dobe, je nemški jezik pomemben pri trgovinskih stikih. Afrikansko govori 60 % belcev, nemško 32 %, angleško 7 % in portugalsko 1 %. Zaradi bližine Angole precej ljudi govori portugalsko; leta 2011 jih je bilo 100.000 oziroma 4–5 % celotnega prebivalstva.

## Izobraževanje
Namibija ima brezplačno šolanje na primarni in sekundarni ravni izobraževanja. Stopnje 1–7 so primarna raven, stopnje 8–12 pa sekundarna raven. Leta 1998 je bilo 400.325 namibijskih učencev v osnovni šoli in 115.237 dijakov v srednjih šolah. Razmerje učenec/učitelj je bilo leta 1999 32 : 1, približno 8 % BDP se porabi za izobraževanje. Za učne načrte, izobraževalne raziskave in strokovno izpopolnjevanje učiteljev skrbi Nacionalni inštitut za izobraževalni razvoj (NIED) v Okahandji.
V glavnem imajo državne šole, nekaj je zasebnih, ki so tudi del državnega izobraževalnega sistema. Imajo štiri univerze za usposabljanje učiteljev, tri visoke šole za kmetijstvo, policijski kolidž, politehniko na univerzitetni ravni in državno univerzo, znano kot UNAM.

## Zdravje
Pričakovana življenjska doba po oceni iz leta 2012 je 52,2 leta, kar je med najnižjimi na svetu. Epidemija Aidsa je velik problem. Čeprav je stopnja okužbe bistveno nižja kot v Bocvani, je z virusom HIV okuženih približno 13,1 % odraslih. Leta 2001 je 210.000 ljudi živelo s tem virusom, po oceni iz leta 2003 jih je za Aidsom umrlo 16.000. Po poročilu UNAIDS za leto 2011 »se zdi, da se je stanje stabiliziralo«. Epidemija Aidsa je zmanjšala delovno prebivalstvo, zato se je število sirot povečalo. V pristojnosti vlade je, da zagotovi izobraževanje, hrano, zavetje in obleko zanje.
Z epidemijo Aidsa je povezana tudi malarija. Raziskave so pokazale, da je tveganje za malarijo za 14,5 % večje, če je oseba okužena tudi z virusom HIV. Tveganje smrti zaradi malarije je približno za 50 % večja pri hkratni okužbi z virusom HIV. Glede na število okužb in malarije so razmere zelo zahtevne. Leta 2002 je imela država samo 598 zdravnikov.